# Storena rastellata
Storena rastellata là một loài nhện trong họ Zodariidae.
Loài này thuộc chi Storena. Storena rastellata được Embrik Strand miêu tả năm 1913.